# École de danse de Vantaa
L'école de danse de Vantaa (finnois : Vantaan tanssiopisto) est une école de danse à Vantaa en Finlande.

## Présentation
L'école dispense une formation de base en danse.
L'enseignement général de la danse met l'accent sur les loisirs de danse éducatifs et expérientiels.
D'autre part, un enseignement axé sur le vaste programme de danse approfondit le passe-temps de la danse et assure une préparation aux études professionnelles dans le domaine de la danse.
Les activités de l'école de danse sont payées par ses participants.
Environ un millier d'étudiants dansent à l'école de danse de Vantaa, dont 90 % sont des filles.
L'offre pédagogique est centrée sur les enfants et les jeunes et commence par l'éducation préscolaire, c'est-à-dire des cours de danse ludique pour les 3-4 ans, auxquels l'enfant peut participer seul ou avec un parent, selon le groupe.
Le groupe principal est celui des 7 à 12 ans.
Un enfant d'environ 7 ans, choisit la matière principale qui peut être la danse contemporaine, le ballet, la danse jazz.
Une partie de l'enseignement de la danse est également adaptée aux adultes, notamment l'enseignement des soins corporels, du yoga et de la méthode Pilates qui aide la danse et maintient la mobilité.

## Emplacements
Le bâtiment principal de l'école se trouve dans la partie sud de Myyrmäki a l'adresse Kilterinkuja 2, où l'école a déménagé fin 2015.
La salle Lieska des nouvelles installations est également considérée comme appropriée pour les spectacles,.
Des cours de danse sont dispensés dans tous les grands quartiers de Vantaa.
En 2023, les lieux d'enseignement sont:
Lieux principaux
- Virtatalo Rajatorpantie 8, Myyrmäki.

Salles de danse: Säihke, Vinha, Loikka 1 et Loikka 2.
- Leinikki , Leinikkitie 20, Simonrinne, Simonkylä

Salles de danse: Syke, Tahto et Into.
Autres lieux
- École d'Aurinkokivi, Aurinkokivenkuja 1, Kivistö

- Centre polyvalent Lumo, Urpiaisentie 14, Korso

- Centre culturel Orvokki pour l'enfance et la jeunesse, Orvokkitie 15, Tikkurila

- École de Veromäki, Veromiehentie 2, Kartanonkoski, Pakkala